# Альбентоса, Рауль
Рауль Альбентоса Редаль (исп. Raúl Albentosa Redal; 7 сентября 1988, Альсира) — испанский футболист, центральный защитник клуба «Вайле».

## Карьера
Альбентоса родился в Альсире и начинал своё футбольное образование в академии «Эльче», а в 2007 году дебютировал за резервную команду этого клуба. 15 июня 2008 года он сыграл свой первый матч на профессиональном уровне против «Хереса» (0-1).
В августе 2009 года Альбентоса был отдан в аренду в клуб «Каравака». В январе он вернулся в клуб, но сыграл в том сезоне ещё всего 2 матча.
После истечения контракта с «Эльче» Альбентоса оказался без вариантов продолжения карьеры и присоединился к резервному составу клуба «Реал Мурсия», а через год отправился в заштатный «Сан-Роке», который сменил на клуб Сегунды В «Кадис».
21 июля 2013 года Альбентоса подписал контракт с клубом Сегунды В «Эйбар» и поднялся с ним в Сегунду. Свой первый профессиональный гол он забил 2 марта следующего года в матче против хихонского «Спортинга».
В сезоне 2013/14 Альбентоса провёл за «Эйбар» 33 матча и помог клубу впервые в своей истории подняться в Примеру. В элите испанского футбола игрок дебютировал 24 августа 2014 года в игре против «Реал Сосьедад» (1-0), а 19 сентября забил свой первый гол в Примере в игре против «Эльче» (2-0).
16 января 2015 года Альбентоса подписал контракт с английским клубом «Дерби Каунти» на два с половиной года, трансфер был оценен в 600 тысяч евро. Дебют игрока в английском Чемпионшипе состоялся 8 дней спустя в победном 2-0 матче против «Честерфилда» в Кубке Англии.
Альбентоса вернулся в Испанию уже летом 2015 года: не сумев адаптироваться к английскому футболу, он согласился на годичную аренду в «Малагу».